# Denshaw
Denshaw är en by i Oldham i Greater Manchester i England. Byn ligger 18,4 km från Manchester. Orten har 605 invånare (2015).